# Уокер, Тристан
Тристан Уокер (англ. Tristan Walker; род. 16 мая 1991 года, Калгари, Альберта) — канадский саночник, выступающий за сборную Канады с 2008 года. Участник трёх зимних Олимпийских игр, серебряный призёр Олимпийских игр 2018 года в эстафете, обладатель серебряной и двух бронзовых медалей чемпионатов мира, многократный призёр национального первенства.

## Биография
Тристан Уокер родился 16 мая 1991 года в городе Калгари, провинция Альберта. Активно заниматься санным спортом начал в десятилетнем возрасте, в 2008 году прошёл отбор в национальную сборную и в паре с Джастином Снитом стал ездить выступать на различные международные соревнования. В этом же сезоне дебютировал в заездах взрослого Кубка мира, лучшее время показал на этапах в Калгари и Альтенберге, где финишировал тринадцатым, а в общем зачёте по окончании всех стартов разместился на двадцать первой позиции.
Несмотря на то, что Уокеру и Сниту явно не хватало опыта крупнейших международных турниров, они, тем не менее, удостоились права защищать честь страны на зимних Олимпийских играх 2010 года в Ванкувере. Планировали побороться там за призовые места, но в итоге показали лишь пятнадцатое время. Остальной сезон провели на среднем уровне, занимая в основном места между десятым и пятнадцатым, в частности, на чемпионате мира 2011 года в итальянской Чезане поднялись до восьмой строки мужского парного разряда. На мировом первенстве 2012 года в немецком Альтенберге завоевали бронзовую медаль в программе смешанных соревнований. Год спустя на домашнем чемпионате мира в Уистлере выиграл ещё одну медаль в этой дисциплине, на сей раз серебряную.
В 2014 году Уокер побывал на Олимпийских играх в Сочи, где финишировал четвёртым в мужской парной программе и в смешанной эстафете.
Ныне Тристан Уокер живёт и тренируется в родном Калгари. В свободное от санного спорта время любит кататься на горном велосипеде, играть на гитаре и читать.